# 대전로 (청송군)
대전로(Daejeon-ro)은 경상북도 청송군 부남면 중심부를 연결하는 도로이다.

## 노선 경로
- 대전교차로 - 청송로 (국도 제31호선)
- (이름 없음) - 부남로 (국가지원지방도 제68호선)
- 감연교차로 - 청송로 (국도 제31호선)

## 주요 건물 및 시설
- 청송자동차고등학교 - 경상북도 청송군 부남면 대전로 66

## 같이 보기
- 부남면